# Sixième district congressionnel de l'Indiana
Le 6e district congressionnel de l'Indiana est un district de l'État américain de l'Indiana. Le district englobe une partie de l'est et du centre de l'Indiana à partir du recensement de 2020, y compris Columbus et Richmond, certaines des banlieues de l'Indiana à Cincinnati, la plupart des banlieues sud d'Indianapolis et une partie d'Indianapolis elle-même.
Le district est actuellement représenté par le Républicain Greg Pence. Il est le frère de l'ancien vice-président américain, Mike Pence, qui a représenté ce district avant d'être Gouverneur de l'Indiana et Vice-Président des États-Unis. Greg Pence a été élu le 6 novembre 2018 après que le précédent titulaire, Luke Messer, a annoncé son retrait pour se présenter au Sénat américain en 2018. Avec un indice CPVI de R + 19, il est à égalité pour le district le plus républicain de l'Indiana.

## Géographie
| #   | Comté   | Siège        | Population |
| --- | ------- | ------------ | ---------- |
| 41  | Fayette | Connersville | 23 360     |
| 59  | Hancock | Greenfield   | 81 789     |
| 65  | Henry   | New Castle   | 48 935     |
| 81  | Johnson | Franklin     | 164 298    |
| 139 | Rush    | Rushville    | 16 672     |
| 145 | Shelby  | Shelbyville  | 45 039     |
| 161 | Union   | Liberty      | 7 047      |
| 177 | Wayne   | Richmond     | 66 456     |

### Villes de 10 000 habitants ou plus
- Indianapolis - 887 642
- Greenwood - 63 830
- Columbus - 50 474
- Richmond - 35 720
- Franklin - 25 313
- Greenfield - 23 488
- Shelbyville - 20 067
- New Castle - 17 396
- Beech Grove - 14 717
- Connersville - 13 324

### Villes de 2 500 - 10 000 habitants
- Bargersville - 9 560
- McCordsville - 8 592
- Rushville - 6 208
- New Whiteland - 5 550
- Cumberland - 5 954
- Fortville - 4 784
- Whiteland - 4 599
- Edinburgh - 4 435
- Centerville - 2 748
- New Palestine - 2 744

Depuis 2023, le 6e district congressionnel de l'Indiana est situé dans l'est et le centre de l'Indiana. Il comprend les comtés de Fayette, Hancock, Henry, Johnson, Rush, Shelby, Union et Wayne, ainsi que des parties des comtés de Bartholomew, Marion et Randolph.
Le comté de Bartholomew est divisé entre ce district et le 9e district. Ils sont séparés par les frontières de Indiana County Rd West 300 South et Indiana County Rd 400 South. Le 6e district englobe la majeure partie de la ville de Columbus et les neuf villes de Camp Atterbury, Clay, Clifty, Columbus Township, Flat Rock, German, Harrison, Haw Creek et Rock Creek, et une partie de Sand Creek.
Le Comté de Marion est divisé entre ce district et le 7e district. Ils sont divisés par Stafford Rd, West Troy Ave et East Troy Ave. Le 6e district englobe la majeure partie de la ville de Beech Grove ainsi que le côté sud d'Indianapolis, englobant les villes de Decatur, Perry et Franklin.
Plusieurs banlieues de l'est et du sud d'Indianapolis, dont Greenwood, Franklin et Greenfield, se trouvent également dans le 6e district.
Le comté de Randolph est divisé entre ce district et le 3e district. Ils sont divisés par Indiana State Rt 32. Le 6e district comprend les quatre villes de Greensfork, Stoney Creek, Union et Washington, ainsi que la moitié des cantons de White River et Wayne.

## Historique de vote
| Année | Poste     | Résultats              |
| ----- | --------- | ---------------------- |
| 2000  | Président | Bush 59,0 % - 40,0 %   |
| 2004  | Président | Bush 64,0 % - 35,0 %   |
| 2008  | Président | McCain 55,0 % - 43,6 % |
| 2012  | Président | Romney 60,4 % - 37,3 % |
| 2016  | Président | Trump 67,7 % - 27,4 %  |
| 2020  | Président | Trump 68,8 % - 29,1 %  |

## Liste des Représentants du district
| Membre                         | Parti           | Années                             | Congrès     | Histoire électorale |
| ------------------------------ | --------------- | ---------------------------------- | ----------- | --- |
| District établi le 4 mars 1833 |                 |                                    |             | |
| George L. Kinnard (en)         | Jacksonien (en) | 4 mars 1833 - 26 novembre 1836     | 23e , 24e   | Élu en 1833. Réélu en 1835. Décès. |
| Vacant                         | Vacant          | 26 novembre 1836 - 25 janvier 1837 | 24e         | |
| William Herod (en)             | Anti-Jacksonien | 25 janvier 1837 - 3 mars 1837      | 24e , 25e   | Élu pour terminer le mandat de Kinnard. Réélu en 1837. perd sa réélection. |
| William Herod (en)             | Whig            | 4 mars 1837 - 3 mars 1839          | 24e , 25e   | Élu pour terminer le mandat de Kinnard. Réélu en 1837. perd sa réélection. |
| William W. Wick (en)           | Démocrate       | 4 mars 1839 - 3 mars 1841          | 26e         | Élu en 1839. Retrait. |
| David Wallace (en)             | Whig            | 4 mars 1841 - 3 mars 1843          | 27e         | Élu en 1841. Redécoupage vers le 5e et perd sa réélection. |
| John W. Davis                  | Démocrate       | 4 mars 1843 - 3 mars 1847          | 28e , 29e   | Élu en 1843. Réélu en 1845. Retrait. |
| George G. Dunn (en)            | Whig            | 4 mars 1847 - 3 mars 1849          | 30e         | Élu en 1847. Retrait. |
| William A. Gorman (en)         | Démocrate       | 4 mars 1849 - 3 mars 1853          | 31e , 32e   | Élu en 1849. Réélu en 1851. Retrait. |
| Thomas A. Hendricks            | Démocrate       | 4 mars 1853 - 3 mars 1855          | 33e         | Redécoupage depuis le 5e district et réélu en 1852. perd sa réélection. |
| Lucien Barbour (en)            | People's (en)   | 4 mars 1855 - 3 mars 1857          | 34e         | Élu en 1854. Retrait. |
| James M. Gregg (en)            | Démocrate       | 4 mars 1857 - 3 mars 1859          | 35e         | Élu en 1856. Retrait. |
| Albert G. Porter (en)          | Républicain     | 4 mars 1859 - 3 mars 1863          | 36e , 37e   | Élu en 1858. Réélu en 1860. Renominé mais n'a pas souhaité se présenter. |
| Ebenezer Dumont                | Unioniste       | 4 mars 1863 - 3 mars 1865          | 38e , 39e   | Élu en 1862. Réélu en 1864. Retrait. |
| Ebenezer Dumont                | Républicain     | 4 mars 1865 - 3 mars 1867          | 38e , 39e   | Élu en 1862. Réélu en 1864. Retrait. |
| John Coburn (en)               | Républicain     | 4 mars 1867 - 3 mars 1869          | 40e         | Élu en 1866. Redécoupage vers le 5e district. |
| Daniel W. Voorhees             | Démocrate       | 4 mars 1869 - 3 mars 1873          | 41e , 42e   | Élu en 1868. Réélu en 1870. Pers sa réélection. |
| Morton C. Hunter (en)          | Républicain     | 4 mars 1873 - 3 mars 1875          | 43e         | Élu en 1872. Redécoupage vers le 8e district. |
| Milton S. Robinson (en)        | Républicain     | 4 mars 1875 - 3 mars 1879          | 44e , 45e   | Élu en 1874. Réélu en 1876. Retrait. |
| William R. Myers (en)          | Démocrate       | 4 mars 1879 - 3 mars 1881          | 46e         | Élu en 1878. Redécoupage vers le 9e district et pers sa réélection. |
| Thomas M. Browne (en)          | Républicain     | 4 mars 1881 - 3 mars 1891          | 47e - 51e   | Redécoupage depuis le 5e district et réélu en 1880. Réélu en 1882. Réélu en 1884. Réélu en 1886. Réélu en 1888. Retrait.                                                             |
| Henry U. Johnson (en)          | Républicain     | 4 mars 1891 - 3 mars 1899          | 52e - 55e   | Élu en 1890. Réélu en 1892. Réélu en 1894. Réélu en 1896. Retrait. |
| James E. Watson (en)           | Républicain     | 4 mars 1899 - 3 mars 1909          | 56e - 60e   | Élu en 1898. Réélu en 1900. Réélu en 1902. Réélu en 1904. Réélu en 1906. Retrait pour se présenter comme Gouverneur de l'Indiana.                                                    |
| William O. Barnard (en)        | Républicain     | 4 mars 1909 - 3 mars 1911          | 61e         | Élu en 1908. perd sa réélection. |
| Finly H. Gray (en)             | Démocrate       | 4 mars 1911 - 3 mars 1917          | 62e - 64e   | Élu en 1910. Réélu en 1912. Réélu en 1914. perd sa réélection. |
| Daniel W. Comstock (en)        | Républicain     | 4 mars 1917 - 19 mai 1917          | 65e         | Élu en 1916. Décès. |
| Vacant                         | Vacant          | 19 mai 1917 - 29 juin 1917         | 65e         | |
| Richard N. Elliott (en)        | Républicain     | 29 juin 1917 - 3 mars 1931         | 65e - 71e   | Élu pour terminer le mandat de Comstock. Réélu en 1918. Réélu en 1920. Réélu en 1922. Réélu en 1924. Réélu en 1926. Réélu en 1928. perd sa réélection.                               |
| William Larrabee (en)          | Démocrate       | 4 mars 1931 - 3 mars 1933          | 72e         | Élu en 1930. Redécoupage vers le 11e district. |
| Virginia E. Jenckes            | Démocrate       | 4 mars 1933 - 3 janvier 1939       | 73e - 75e   | Élue en 1932. Réélue en 1934. Réélue en 1936. perd sa réélection. |
| Noble J. Johnson (en)          | Républicain     | 3 janvier 1939 - 1er juillet 1948  | 76e - 80e   | Élu en 1938. Réélu en 1940. Réélu en 1942. Réélu en 1944. Réélu en 1946. Démissionne pour devenir juge de l'U.S. Court of Customs and Patent Appeals.                                |
| Vacant                         | Vacant          | 1er juillet 1948 - 3 janvier 1949  | 80e         | |
| Cecil M. Harden (en)           | Républicain     | 3 janvier 1949 - 3 janvier 1959    | 81e - 85e   | Élue en 1948. Réélue en 1950. Réélue en 1952. Réélue en 1954. Réélue en 1956. perd sa réélection.                                                                                    |
| Fred Wampler (en)              | Démocrate       | 3 janvier 1959 - 3 janvier 1961    | 86e         | Élu en 1958. perd sa réélection. |
| Richard L. Roudebush (en)      | Républicain     | 3 janvier 1961 - 3 janvier 1967    | 87e - 89e   | Élu en 1960. Réélu en 1962. Réélu en 1964. Redécoupage vers le 10e district. |
| William G. Bray (en)           | Républicain     | 3 janvier 1967 - 3 janvier 1975    | 90e - 93e   | Redécoupage depuis le 7e district et réélu en 1966. Réélu en 1968. Réélu en 1970. Réélu en 1972. perd sa réélection.                                                                 |
| David E. Evans (en)            | Démocrate       | 3 janvier 1975 - 3 janvier 1983    | 94e - 97e   | Élu en 1974. Réélu en 1976. Réélu en 1978. Réélu en 1980. Redécoupage vers le 10e district et perd sa renomination.                                                                  |
| Dan Burton                     | Républicain     | 3 janvier 1983 - 3 janvier 2003    | 98e - 107e  | Élu en 1982. Réélu en 1984. Réélu en 1986. Réélu en 1988. Réélu en 1990. Réélu en 1992. Réélu en 1994. Réélu en 1996. Réélu en 1998. Réélu en 2000. Redécoupage vers le 5e district. |
| Mike Pence                     | Républicain     | 3 janvier 2003 - 3 janvier 2013    | 108e - 112e | Redécoupage depuis le 2e district et réélu en 2002. Réélu en 2004. Réélu en 2006. Réélu en 2008. Réélu en 2010. Retrait pour se présenter comme Gouverneur de l'Indiana.             |
| Luke Messer                    | Républicain     | 3 janvier 2013 - 3 janvier 2019    | 113e - 115e | Élu en 2012. Réélu en 2014. Réélu en 2016. Retrait pour se présenter comme Sénateur des États-Unis.                                                                                  |
| Greg Pence                     | Républicain     | 3 janvier 2019 - Présent           | 116e - 118e | Élu en 2018. Réélu en 2020. Réélu en 2022. |

## Résultats des récentes élections
Voici les résultats des dix précédents cycles électoraux dans le district.

## Frontières historiques de district

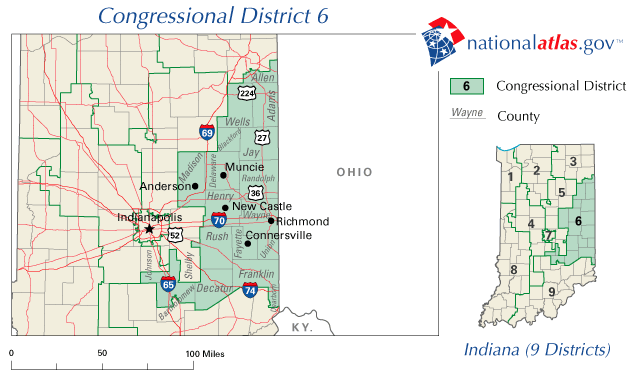
2003 - 2013

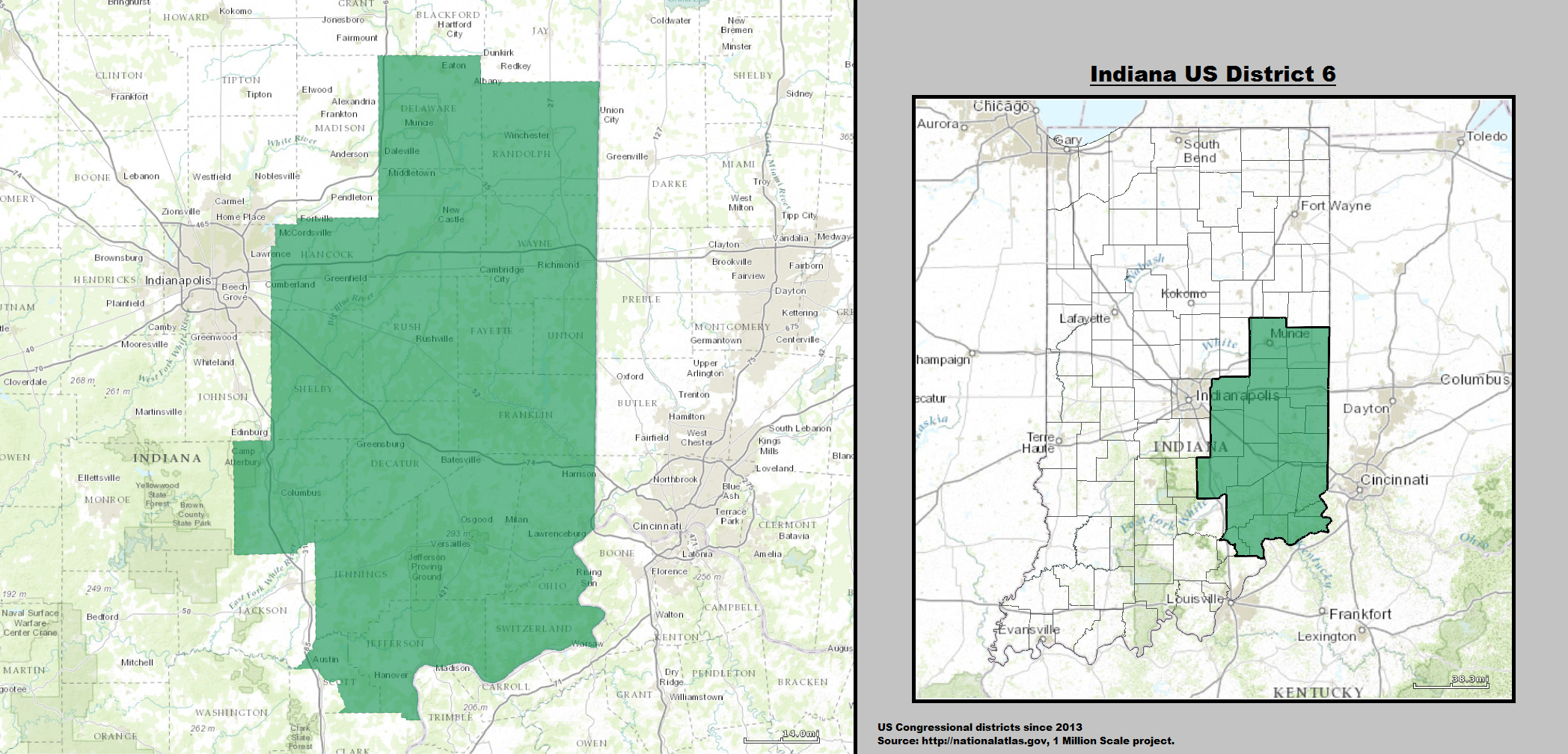
2013 - 2023

### 2004
| Élection de 2004 du 6e district congressionnel de l'Indiana | Élection de 2004 du 6e district congressionnel de l'Indiana | Élection de 2004 du 6e district congressionnel de l'Indiana | Élection de 2004 du 6e district congressionnel de l'Indiana | Élection de 2004 du 6e district congressionnel de l'Indiana |
| ----------------------------------------------------------- | ----------------------------------------------------------- | ----------------------------------------------------------- | ----------------------------------------------------------- | ----------------------------------------------------------- |
| Parti                                                       | Parti                                                       | Candidat                                                    | Votes                                                       | %                                                           |
|                                                             | Républicain                                                 | Mike Pence (sortant)                                        | 182 529                                                     | 67,09                                                       |
|                                                             | Démocrate                                                   | Melina Ann Fox                                              | 85 123                                                      | 31,29                                                       |
|                                                             | Libertarien                                                 | Chad (Wick) Roots                                           | 4 397                                                       | 1,62                                                        |
| Total des votes                                             | Total des votes                                             | Total des votes                                             | 272 049                                                     | 100 %                                                       |
|                                                             | Les Républicains conservent                                 |                                                             |                                                             |                                                             |

### 2006
| Élection de 2006 du 6e district congressionnel de l'Indiana | Élection de 2006 du 6e district congressionnel de l'Indiana | Élection de 2006 du 6e district congressionnel de l'Indiana | Élection de 2006 du 6e district congressionnel de l'Indiana | Élection de 2006 du 6e district congressionnel de l'Indiana |
| ----------------------------------------------------------- | ----------------------------------------------------------- | ----------------------------------------------------------- | ----------------------------------------------------------- | ----------------------------------------------------------- |
| Parti                                                       | Parti                                                       | Candidat                                                    | Votes                                                       | %                                                           |
|                                                             | Républicain                                                 | Mike Pence (sortant)                                        | 115 266                                                     | 60,01                                                       |
|                                                             | Démocrate                                                   | Barry A. Welsh                                              | 76 812                                                      | 39,99                                                       |
| Total des votes                                             | Total des votes                                             | Total des votes                                             | 192 078                                                     | 100 %                                                       |
|                                                             | Les Républicains conservent                                 |                                                             |                                                             |                                                             |

### 2008
| Élection de 2008 du 6e district congressionnel de l'Indiana | Élection de 2008 du 6e district congressionnel de l'Indiana | Élection de 2008 du 6e district congressionnel de l'Indiana | Élection de 2008 du 6e district congressionnel de l'Indiana | Élection de 2008 du 6e district congressionnel de l'Indiana |
| ----------------------------------------------------------- | ----------------------------------------------------------- | ----------------------------------------------------------- | ----------------------------------------------------------- | ----------------------------------------------------------- |
| Parti                                                       | Parti                                                       | Candidat                                                    | Votes                                                       | %                                                           |
|                                                             | Républicain                                                 | Mike Pence (sortant)                                        | 180 549                                                     | 63,96                                                       |
|                                                             | Démocrate                                                   | Barry A. Welsh                                              | 94 223                                                      | 33,38                                                       |
|                                                             | Libertarien                                                 | George T. Holland                                           | 7 534                                                       | 2,67                                                        |
| Total des votes                                             | Total des votes                                             | Total des votes                                             | 282 306                                                     | 100 %                                                       |
|                                                             | Les Républicains conservent                                 |                                                             |                                                             |                                                             |

### 2010
| Élection de 2010 du 6e district congressionnel de l'Indiana | Élection de 2010 du 6e district congressionnel de l'Indiana | Élection de 2010 du 6e district congressionnel de l'Indiana | Élection de 2010 du 6e district congressionnel de l'Indiana | Élection de 2010 du 6e district congressionnel de l'Indiana |
| ----------------------------------------------------------- | ----------------------------------------------------------- | ----------------------------------------------------------- | ----------------------------------------------------------- | ----------------------------------------------------------- |
| Parti                                                       | Parti                                                       | Candidat                                                    | Votes                                                       | %                                                           |
|                                                             | Républicain                                                 | Mike Pence (sortant)                                        | 126 027                                                     | 66,57                                                       |
|                                                             | Démocrate                                                   | Barry A. Welsh                                              | 56 647                                                      | 29,92                                                       |
|                                                             | Libertarien                                                 | Talmage "T.J." Thompson Jr.                                 | 6 635                                                       | 3,51                                                        |
| Total des votes                                             | Total des votes                                             | Total des votes                                             | 189 309                                                     | 100 %                                                       |
|                                                             | Les Républicains conservent                                 |                                                             |                                                             |                                                             |

### 2012
| Élection de 2012 du 6e district congressionnel de l'Indiana | Élection de 2012 du 6e district congressionnel de l'Indiana | Élection de 2012 du 6e district congressionnel de l'Indiana | Élection de 2012 du 6e district congressionnel de l'Indiana | Élection de 2012 du 6e district congressionnel de l'Indiana |
| ----------------------------------------------------------- | ----------------------------------------------------------- | ----------------------------------------------------------- | ----------------------------------------------------------- | ----------------------------------------------------------- |
| Parti                                                       | Parti                                                       | Candidat                                                    | Votes                                                       | %                                                           |
|                                                             | Républicain                                                 | Luke Messer                                                 | 162 613                                                     | 59,08                                                       |
|                                                             | Démocrate                                                   | Brad Bookout                                                | 96 678                                                      | 35,12                                                       |
|                                                             | Libertarien                                                 | Rex Ball                                                    | 15 962                                                      | 5,80                                                        |
| Total des votes                                             | Total des votes                                             | Total des votes                                             | 275 253                                                     | 100 %                                                       |
|                                                             | Les Républicains conservent                                 |                                                             |                                                             |                                                             |

### 2014
| Élection de 2014 du 6e district congressionnel de l'Indiana | Élection de 2014 du 6e district congressionnel de l'Indiana | Élection de 2014 du 6e district congressionnel de l'Indiana | Élection de 2014 du 6e district congressionnel de l'Indiana | Élection de 2014 du 6e district congressionnel de l'Indiana |
| ----------------------------------------------------------- | ----------------------------------------------------------- | ----------------------------------------------------------- | ----------------------------------------------------------- | ----------------------------------------------------------- |
| Parti                                                       | Parti                                                       | Candidat                                                    | Votes                                                       | %                                                           |
|                                                             | Républicain                                                 | Luke Messer (sortant)                                       | 102 187                                                     | 65,90                                                       |
|                                                             | Démocrate                                                   | Susan Hall Heitzman                                         | 45 509                                                      | 29,35                                                       |
|                                                             | Libertarien                                                 | Eric Miller                                                 | 7 375                                                       | 4,76                                                        |
| Total des votes                                             | Total des votes                                             | Total des votes                                             | 155 071                                                     | 100 %                                                       |
|                                                             | Les Républicains conservent                                 |                                                             |                                                             |                                                             |

### 2016
| Élection de 2016 du 6e district congressionnel de l'Indiana | Élection de 2016 du 6e district congressionnel de l'Indiana | Élection de 2016 du 6e district congressionnel de l'Indiana | Élection de 2016 du 6e district congressionnel de l'Indiana | Élection de 2016 du 6e district congressionnel de l'Indiana |
| ----------------------------------------------------------- | ----------------------------------------------------------- | ----------------------------------------------------------- | ----------------------------------------------------------- | ----------------------------------------------------------- |
| Parti                                                       | Parti                                                       | Candidat                                                    | Votes                                                       | %                                                           |
|                                                             | Républicain                                                 | Luke Messer (sortant)                                       | 204 920                                                     | 69,14                                                       |
|                                                             | Démocrate                                                   | Barry A. Welsh                                              | 79 135                                                      | 26,70                                                       |
|                                                             | Libertarien                                                 | Rich Turvey                                                 | 12 330                                                      | 4,16                                                        |
| Total des votes                                             | Total des votes                                             | Total des votes                                             | 296 385                                                     | 100 %                                                       |
|                                                             | Les Républicains conservent                                 |                                                             |                                                             |                                                             |

### 2018
| Élection de 2018 du 6e district congressionnel de l'Indiana | Élection de 2018 du 6e district congressionnel de l'Indiana | Élection de 2018 du 6e district congressionnel de l'Indiana | Élection de 2018 du 6e district congressionnel de l'Indiana | Élection de 2018 du 6e district congressionnel de l'Indiana |
| ----------------------------------------------------------- | ----------------------------------------------------------- | ----------------------------------------------------------- | ----------------------------------------------------------- | ----------------------------------------------------------- |
| Parti                                                       | Parti                                                       | Candidat                                                    | Votes                                                       | %                                                           |
|                                                             | Républicain                                                 | Greg Pence                                                  | 154 260                                                     | 63,8                                                        |
|                                                             | Démocrate                                                   | Jeannine Lee Lake                                           | 79 430                                                      | 32,9                                                        |
|                                                             | Libertarien                                                 | Tom Ferkinhoff                                              | 8 030                                                       | 3,3                                                         |
|                                                             | Indépendant                                                 | John Miller (write-in)                                      | 5                                                           | 0,0                                                         |
|                                                             | Indépendant                                                 | Heather Leigh Moley (write-in)                              | 1                                                           | 0,0                                                         |
| Total des votes                                             | Total des votes                                             | Total des votes                                             | 241 726                                                     | 100 %                                                       |
|                                                             | Les Républicains conservent                                 |                                                             |                                                             |                                                             |

### 2020
| Élection de 2020 du 6e district congressionnel de l'Indiana | Élection de 2020 du 6e district congressionnel de l'Indiana | Élection de 2020 du 6e district congressionnel de l'Indiana | Élection de 2020 du 6e district congressionnel de l'Indiana | Élection de 2020 du 6e district congressionnel de l'Indiana |
| ----------------------------------------------------------- | ----------------------------------------------------------- | ----------------------------------------------------------- | ----------------------------------------------------------- | ----------------------------------------------------------- |
| Parti                                                       | Parti                                                       | Candidat                                                    | Votes                                                       | %                                                           |
|                                                             | Républicain                                                 | Greg Pence (sortant)                                        | 225 318                                                     | 68,6                                                        |
|                                                             | Démocrate                                                   | Jeannine Lake                                               | 91 103                                                      | 27,8                                                        |
|                                                             | Libertarien                                                 | Tom Ferkinhoff                                              | 11 791                                                      | 3,6                                                         |
| Total des votes                                             | Total des votes                                             | Total des votes                                             | 328 212                                                     | 100 %                                                       |
|                                                             | Les Républicains conservent                                 |                                                             |                                                             |                                                             |

### 2022
| Primaire républicaine de 2022 du 6e district congressionnel de l'Indiana | Primaire républicaine de 2022 du 6e district congressionnel de l'Indiana | Primaire républicaine de 2022 du 6e district congressionnel de l'Indiana | Primaire républicaine de 2022 du 6e district congressionnel de l'Indiana | Primaire républicaine de 2022 du 6e district congressionnel de l'Indiana |
| ------------------------------------------------------------------------ | ------------------------------------------------------------------------ | ------------------------------------------------------------------------ | ------------------------------------------------------------------------ | ------------------------------------------------------------------------ |
| Parti                                                                    | Parti                                                                    | Candidat                                                                 | Votes                                                                    | %                                                                        |
|                                                                          | Républicain                                                              | Greg Pence (sortant)                                                     | 44 893                                                                   | 77,6                                                                     |
|                                                                          | Républicain                                                              | James Dean Alspach                                                       | 12 923                                                                   | 22,4                                                                     |

| Primaire démocrate de 2022 du 6e district congressionnel de l'Indiana | Primaire démocrate de 2022 du 6e district congressionnel de l'Indiana | Primaire démocrate de 2022 du 6e district congressionnel de l'Indiana | Primaire démocrate de 2022 du 6e district congressionnel de l'Indiana | Primaire démocrate de 2022 du 6e district congressionnel de l'Indiana |
| --------------------------------------------------------------------- | --------------------------------------------------------------------- | --------------------------------------------------------------------- | --------------------------------------------------------------------- | --------------------------------------------------------------------- |
| Parti                                                                 | Parti                                                                 | Candidat                                                              | Votes                                                                 | %                                                                     |
|                                                                       | Démocrate                                                             | Cynthia Wirth                                                         | 9 057                                                                 | 73,1                                                                  |
|                                                                       | Démocrate                                                             | George Thomas Holland                                                 | 3 337                                                                 | 26,9                                                                  |

| Élection de 2022 du 6e district congressionnel de l'Indiana | Élection de 2022 du 6e district congressionnel de l'Indiana | Élection de 2022 du 6e district congressionnel de l'Indiana | Élection de 2022 du 6e district congressionnel de l'Indiana | Élection de 2022 du 6e district congressionnel de l'Indiana |
| ----------------------------------------------------------- | ----------------------------------------------------------- | ----------------------------------------------------------- | ----------------------------------------------------------- | ----------------------------------------------------------- |
| Parti                                                       | Parti                                                       | Candidat                                                    | Votes                                                       | %                                                           |
|                                                             | Républicain                                                 | Greg Pence (sortant)                                        | 130 686                                                     | 67,5                                                        |
|                                                             | Démocrate                                                   | Cynthia Wirth                                               | 62 838                                                      | 32,5                                                        |
| Total des votes                                             | Total des votes                                             | Total des votes                                             | 193 524                                                     | 100 %                                                       |
|                                                             | Les Républicains conservent                                 |                                                             |                                                             |                                                             |

### 2024
| Primaire républicaine de 2024 du 6e district congressionnel de l'Indiana | Primaire républicaine de 2024 du 6e district congressionnel de l'Indiana | Primaire républicaine de 2024 du 6e district congressionnel de l'Indiana | Primaire républicaine de 2024 du 6e district congressionnel de l'Indiana | Primaire républicaine de 2024 du 6e district congressionnel de l'Indiana |
| ------------------------------------------------------------------------ | ------------------------------------------------------------------------ | ------------------------------------------------------------------------ | ------------------------------------------------------------------------ | ------------------------------------------------------------------------ |
| Parti                                                                    | Parti                                                                    | Candidat                                                                 | Votes                                                                    | %                                                                        |
|                                                                          | Républicain                                                              | Jefferson Shreve                                                         | 20 265                                                                   | 28,4                                                                     |
|                                                                          | Républicain                                                              | Mike Speedy                                                              | 15 752                                                                   | 22,1                                                                     |
|                                                                          | Républicain                                                              | Jamison E. Carrier                                                       | 14 386                                                                   | 20,1                                                                     |
|                                                                          | Républicain                                                              | Bill Frazier                                                             | 7 110                                                                    | 10,0                                                                     |
|                                                                          | Républicain                                                              | Jeff Raatz                                                               | 6 365                                                                    | 8,9                                                                      |
|                                                                          | Républicain                                                              | John Jacob                                                               | 5 793                                                                    | 8,1                                                                      |
|                                                                          | Républicain                                                              | Darin Childress                                                          | 1 737                                                                    | 2,4                                                                      |

| Primaire démocrate de 2024 du 6e district congressionnel de l'Indiana | Primaire démocrate de 2024 du 6e district congressionnel de l'Indiana | Primaire démocrate de 2024 du 6e district congressionnel de l'Indiana | Primaire démocrate de 2024 du 6e district congressionnel de l'Indiana | Primaire démocrate de 2024 du 6e district congressionnel de l'Indiana |
| --------------------------------------------------------------------- | --------------------------------------------------------------------- | --------------------------------------------------------------------- | --------------------------------------------------------------------- | --------------------------------------------------------------------- |
| Parti                                                                 | Parti                                                                 | Candidat                                                              | Votes                                                                 | %                                                                     |
|                                                                       | Démocrate                                                             | Cynthia Wirth                                                         | 11 708                                                                | 100 %                                                                 |

| Élection de 2024 du 6e district congressionnel de l'Indiana | Élection de 2024 du 6e district congressionnel de l'Indiana | Élection de 2024 du 6e district congressionnel de l'Indiana | Élection de 2024 du 6e district congressionnel de l'Indiana | Élection de 2024 du 6e district congressionnel de l'Indiana |
| ----------------------------------------------------------- | ----------------------------------------------------------- | ----------------------------------------------------------- | ----------------------------------------------------------- | ----------------------------------------------------------- |
| Parti                                                       | Parti                                                       | Candidat                                                    | Votes                                                       | %                                                           |
|                                                             | Républicain                                                 | Jefferson Shreve                                            | 201 357                                                     | 63,9                                                        |
|                                                             | Démocrate                                                   | Cynthia Wirth                                               | 99 841                                                      | 31,7                                                        |
|                                                             | Libertarien                                                 | James Sceniak                                               | 13 711                                                      | 4,4                                                         |
| Total des votes                                             | Total des votes                                             | Total des votes                                             | 314 909                                                     | 100 %                                                       |
|                                                             | Les Républicains conservent                                 |                                                             |                                                             |                                                             |